# La Chapelle-Erbrée
La Chapelle-Erbrée (tiếng Breton: Ar Chapel-Ervoreg) là một xã của tỉnh Ille-et-Vilaine, thuộc vùng Bretagne, miền tây bắc nước Pháp.

## Dân số
Người dân ở La Chapelle-Erbrée được gọi là Capellois.
| Năm | 1962 | 1968 | 1975 | 1982 | 1990 | 1999 |
| --- | ---- | ---- | ---- | ---- | ---- | ---- |
| Dân số | 496  | 507  | 405  | 414  | 465  | 450  |
| From the year 1962 on: No double counting—residents of multiple communes (e.g. students and military personnel) are counted only once. |      |      |      |      |      |      |